# Лачин
Лачин (на азербайджански: Laçın; на кюрдски: Laçîn) или Бердзор (на арменски: Բերձոր) е град, който е международно признат като част от Азербайджан, но де факто е под контрола на непризнатата Нагорно-Карабахска република. От 1992 г. насам районът се контролира от Нагорно-Карабахската република, която е преименувала града на Бердзор и го е направила столица на своя Кашатагски район. Правителството на Азербайджан счита града за столица на своя Лачински район. Градът и околността му образуват Лачинския коридор, свързващ Нагорни Карабах с Армения. Разположен е на планински склон на левия бряг на река Акари.

## История
До 1926 г. градът е познат под името Абдаляр. Статутът си на град получава през 1923 г.
В началото на 1920-те години, Владимир Ленин пише писмо до Нариман Нариманов, в което загатва, че Лачин следва да бъде част от Азербайджан, но властите в Баку и Ереван получават обещания, които се оказват противоречиви. На 7 юли 1923 г. Лачин става административен център на Кюрдистански уезд (познат под името Червен Кюрдистан) до разпадането на административната единица през 1929 г.
На 15 май 1992 г., в хода на Нагорно-Карабахския конфликт, армията на Нагорни Карабах превзема първия сухопътен коридор към Армения. Преди това, на 13 май, Турция заплашва Армения, че ще се намеси военно, ако Шуша и Лачин не се върнат на Азербайджан. Русия отговаря на това като подписва военно споразумение с Армения, обещаващо военна помощ, ако сигурността ѝ е застрашена. На 20 май 1992 г. Турция уверява Русия, че няма да предприеме военна намеса. Така, след три години блокада, е създадена наземна връзка между Армения и Нагорни Карабах. През есента на 1992 г. азербайджански сили се опитват да си възвърнат контрола над Лачин, но са отблъснати. Цялото азербайджанско и кюрдско население на Лачин напуска града, след като попада в ръцете на арменците.

### Нагорно-Карабахски конфликт
Лачин и околните райони стават сцена на тежки сражения по време на Нагорно-Карабахския конфликт в периода 1990 – 1994 г. Градът все още не се е възстановил напълно от разрушенията на войната. Това е един от най-важните градове под арменски контрол, тъй като през него минава Лачинският коридор, свързващ Армения с Нагорни Карабах. Съпредседателите на Минската група на Организацията за сигурност и сътрудничество в Европа отбелязват, че Лачин се разглежда като отделен случай в преговорите, тъй като градът е хуманитарната и отбранителната връзка на Нагорни Карабах. Без него, Нагорни Карабах би останал изолиран ексклав. Лачинският коридор и Келбаджар са фокусна точка на арменските искания в мирните преговори с Азербайджан.
На 16 юни 2015 г. Европейският съд по правата на човека взема решение по дело, засягащо оплаквания от шест етнически кюрдски бежанци, които не са успели да се върнат в домовете и имотите си в Лачин, който са били принудени да напуснат през 1992 г. по време на конфликта в Нагорни Карабах. Съдът осъжда, че отказът на арменските власти да допусне кюрдите до домовете им представлява нарушение на правото им на личен и семеен живот.

## Население
По данни на „Кавказки календар“ от 1912 г. в село Абдаляр, Зангезурски уезд, Елизаветполска губерния живеят 111 души, голяма част от които са кюрди.
| Година | Население | Етнически групи                                                |
| ------ | --------- | -------------------------------------------------------------- |
| 1926   | 435       | 37,7% азербайджанци, 25,3% кюрди, 15,2% арменци, 13,1% руснаци |
| 1939   | 1063      | 80,7% азербайджанци, 11,6% арменци, 6,4% руснаци               |
| 1959   | 2329      | 94,5% азербайджанци, 4,3% арменци, 1% руснаци                  |
| 1970   | 4990      | 95% азербайджанци, 2,7% руснаци и украинци, 1,1% арменци       |
| 1979   | 6073      | 99,1% азербайджанци                                            |
| 1989   | 7829      |                                                                |
| 2005   | 2190      | ~100% арменци                                                  |
| 2015   | 1900      | ~100% арменци                                                  |